# Ali Bourequat
Ali Auguste Bourequat (àrab: علي بوريكات, ʿAlī Būraykāt) (Rabat, 19 de desembre de 1937) és un reeixit empresari marroquí-tunisià que va ser detingut secretament i empresonat durant anys pel govern marroquí en la infame presó secreta de Tazmamart. Ara és un ciutadà francès que viu als Estats Units. És fill d'una princesa alauita que va treballar a la cort reial. Va escriure un llibre sobre la seva terrible experiència.

## Vida personal
Bourequat és fill d'una princesa alauita i un empresari turcotunisià que també era cap de seguretat i que va ajudar a fundar la policia del Marroc i el servei d'Intel·ligència. El seu pare també era amic proper de Mohammed V. I així Ali i els seus germans van créixer en el cercle interior de la cort del rei Hassan II.

## Empresonament
El 1973, juntament amb els seus germans Midhat i Bayazid, fou segrestat per la policia secreta marroquina, torturat i empresonat sense judici per raons que afirma desconèixer (els serveis secrets marroquins els volien eliminar després que un d'ells va advertir Hassan II d'un complot que es tramava contra ell). Va ser empresonat originàriament en instal·lacions prop de Rabat i el 1973 va aconseguir escapar juntament amb els amotinats del fallit cop d'estat de 1971, però va ser capturat uns dies després. El 1981 va ser transferit a la presó de Tazmamart, un centre de detenció secret amb una taxa de mortalitat del 50%. La seva família no va rebre cap informació sobre el seu parador, d'acord amb la pràctica del règim marroquí en els casos de "desaparició forçada", i ell mai va ser acusat de cap delicte.
El 1991 va ser posat en llibertat després de la pressió de l'organització defensora dels drets humans Amnistia Internacional i del govern estatunidenc, juntament amb altres presoners supervivents de Tazmamart, inclosos els seus germans, amb la condició que se n'anés a França i no tornés mai. El 1993, Bourequat es va unir a Jacqueline Hémard, esposa de l'hereu del grup Pernod, separada del seu marit.
En descriure les seves experiències i els estrets vincles entre el govern marroquí i el francès, Bourequat assegura que va ser assetjat pels serveis secrets del Marroc i de França, i va denunciar la col·laboració de París amb el règim marroquí. El 1995 Bourequat i la seva dona es van instal·lar als Estats Units, on demanaren asil; és un dels ciutadans francesos que han rebut asil polític als Estats Units. Sobre la base de les paraules de la seva companya, el 1995 Ali Bourequat va acusar el govern francès d'intentar vincular-lo al tràfic de drogues, i Charles Pasqua, ministre de l'Interior aleshores, de voler silenciar-lo.
Actualment viu a Texas, Estats Units, on roman com un fort crític del règim marroquí.

## Obres
- Ali Bourequat (1998), Dans les Jardins Secrets du Roi du Maroc, Maurice Publishers.